# フルフリルアルコール
フルフリルアルコール(Furfuryl alcohol)、2-フリルメタノールまたは2-フリルカルビノールとは、フランにヒドロキシメチル基が置換した有機化合物である。焼けたような臭いと苦味を持つ透明の液体で、水と均一に混和するが水溶液は不安定である。純粋なものは無色透明だが次第に黄色を帯びる。一般的な有機溶媒であり、酸処理すると樹脂化する。
フルフリルアルコールはトウモロコシの穂軸やサトウキビのバガスに含まれるフルフラールの触媒による水素添加反応により工業的に製造される。フルフリルアルコールは溶媒としても利用されるが、主たる用途は鋳物の樹脂や接着剤、湿潤剤など様々な化成品の原料として利用されている。
また、フルフリルアルコールは硝酸または赤煙硝酸を酸化剤として自己着火性（接触混合すると瞬時に反応する）のロケット燃料としても利用されている。それ故、フルフリルアルコールはこれらの着火剤と分離しておく必要がある。
そしておそらくはフルフリルアルコールはBKチャネルのアゴニストである。
消防法に定める第4類危険物 第3石油類に該当する。

## 註・出典
1. ↑  法規情報 (東京化成工業株式会社)